# Медиаискусство

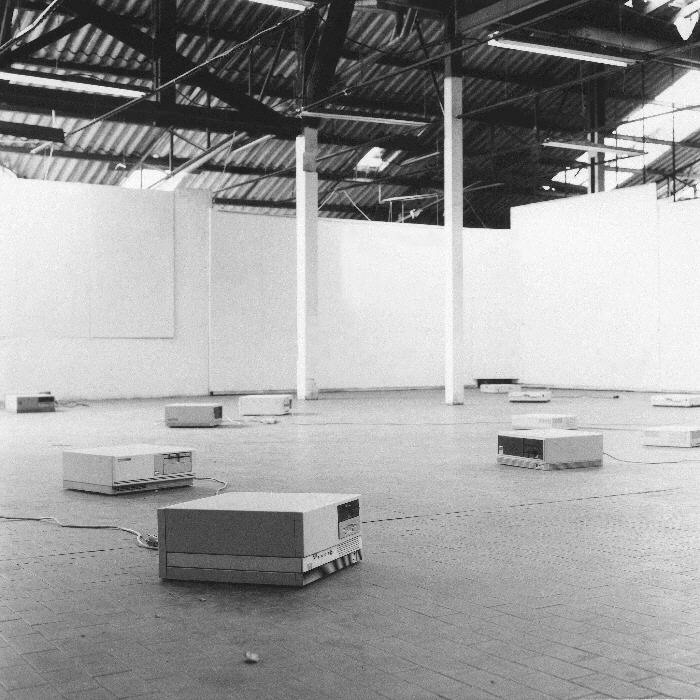
Маурицио Болонини. Sealed Computers (Ницца, Франция, 1992—1997). Несколько компьютеров создают бесконечный поток случайных изображений, которые никто не увидит

Морис Бенаюн. World Skin (1997). Интерактивная инсталляция в виртуальной реальности

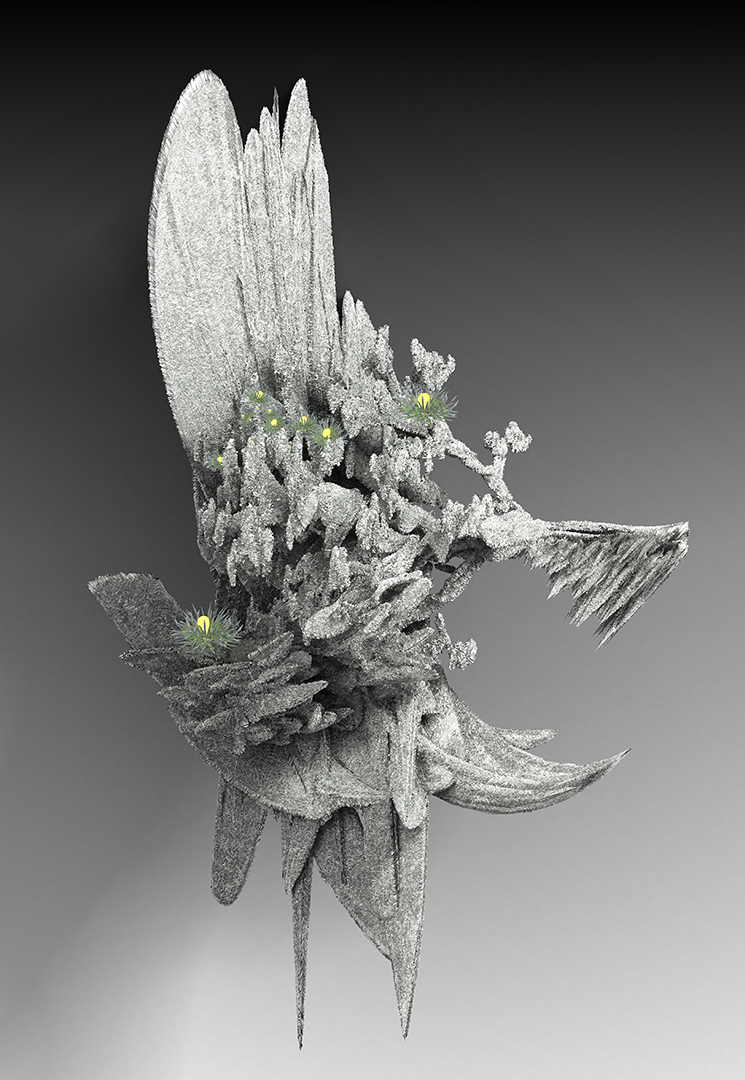
Изображение компьютерного вируса Chernobyl, созданного украинским медиа-художником Степан Рябченко в 2011 году.

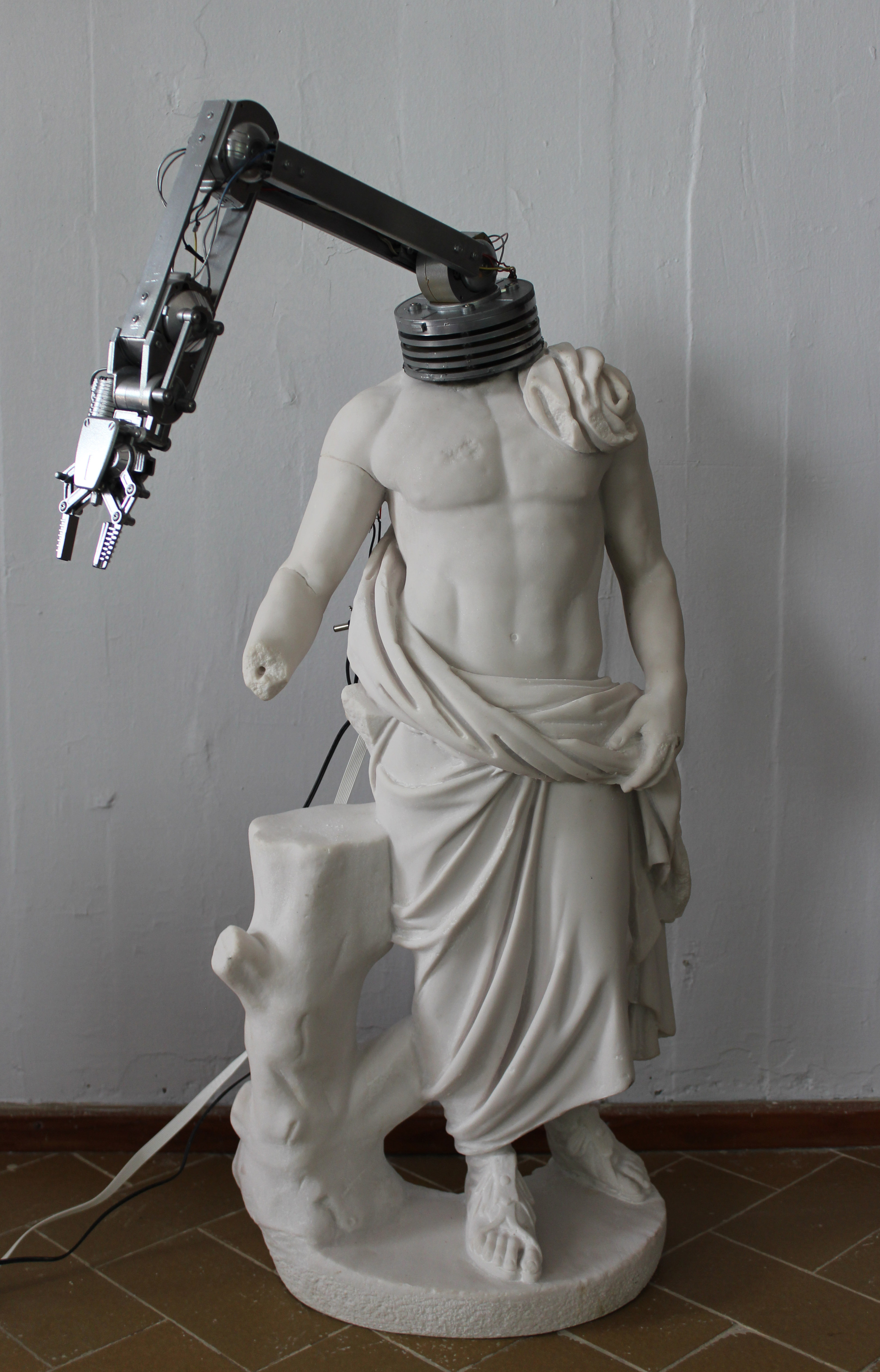
Работа «Hello, 2015. Sculpture with a Robotic Arm.» художника Генджо Гулана. 2015 год

Медиаиску́сство — вид искусства, произведения которого создаются и представляются с помощью современных информационно-коммуникационных (или медиа-) технологий.
Новое медиаискусство относится к произведениям искусства, созданным с использованием новых медиа-технологий, включая цифровое искусство, компьютерную графику, компьютерную анимацию, виртуальное искусство, интернет-искусство, интерактивное искусство, видеоигры, компьютерную робототехнику, 3D-печать и искусство как биотехнологию. Новое медиаискусство часто включает взаимодействие между художником и наблюдателем или между наблюдателями и художественным произведением, которое реагирует на них. Тем не менее, как отмечают некоторые теоретики и кураторы, такие формы взаимодействия, социального обмена, участия и трансформации не являются отличительной чертой медиаискусства, а скорее служат общей почвой, имеющей параллели с другими направлениями практики современного искусства. Такое понимание подчеркивает формы культурной практики, которые возникают одновременно с появляющимися технологическими платформами, и ставит под сомнение акцент на технологических средах как таковых.
Отдельные группы произведений часто характеризуют как «искусство новых медиа», «электронное искусство», «цифровое искусство».

## История
Истоки нового медиаискусства можно проследить от движущихся фотографических изобретений конца XIX века, таких как зоетроп (1834 год), праксиноскоп (1877 год) и зоопраксископ Эдварда Мейбриджа (1879 год). С 1920-х по 1950-е годы различные виды кинетического и светового искусства: от световых работ Томаса Уилфреда «Lumia» (1919) и «Clavilux» до саморазрушающейся скульптуры Жана Тенгели «Посвящение в Нью-Йорк» (1960) являлись прародителями нового медиаискусства.
В 1958 году Вольф Фостель стал первым художником, который включил телевизор в одну из своих работ. Эта инсталляция является частью коллекции Берлинской галереи.
В течение 1960-х годов развитие новых технологий видео привело к новым экспериментам в области медиаискусства, пионерами стали, Нам Джун Пайк и Вольф Фостель с выставкой «6 TV Dé-coll/age» в 1963 году в Смолинской галерее в Нью-Йорке. Следующими были художник А. Майкл Нолл и мультимедийные выступления объединения E.A.T, Fluxus и хеппенинги. В 1983 году Рой Эскотт представил концепцию «распределенного авторства» в своем всемирном телематическом проекте «La Plissure du Texte» для проекта «Электра» Фрэнка Поппера в Музее современного искусства Парижа.
Развитие компьютерной графики в конце 1980-х годов и технологий передачи информации в реальном времени, а затем в 1990-х годах в сочетании с распространением Интернета, способствовали появлению новых форм интерактивного искусства, среди художников появившихся на культурной сцене можно выделить: Кена Фейнгольда, Линн Хершман Лисон, Дэвида Рокби, Кена Ринальдо, Перри Хобермана, Тамаса Валицки. В телематическом направлении искусства выделялись Рой Эскотт, Майкл Белицкий, в Интернет-искусстве Вука Чосич, коллектив Йоди, в виртуальном искусстве Джеффри Шоу, Морис Бенаюн, Моника Флейшман, Вольфганг Штраус. В Женевском центре современного искусства, совместно с Центром Жоржа Помпиду из Парижа и Музеем Людвига из Кёльна создали первый интернет-видеоархив нового медиа-арта.
Одновременно достижения в области биотехнологий также позволили таким художникам, как Эдуардо Кац, начать изучать ДНК и генетику в качестве нового художественного средства.
Влияние на новое медиаискусство оказали теории, разработанные вокруг взаимодействия, гипертекста, баз данных и компьютерных сетей. Важными мыслителями в этом отношении были Вэнивар Буш и Тед Нельсон. Схожие идеи можно также найти в произведения таких литераторов, как Хорхе Луиса Борхес, Итало Кальвино и Хулио Кортасар.

## Темы
В книге «Новое медиаискусство» Марк Трайб и Рина Джана назвали несколько основных тем, с которыми работает современное медиаискусство, среди них были: компьютерное искусство, коллаборация, личная идентификация, апроприация, открытое аппаратное обеспечение, телеприсутствие, наблюдение, корпоративная пародия, а также вмешательство и хактивизм.
В книге «Postdigitale» Маурицио Болоньини предположил, что у новых медиахудожников есть один общий знаменатель, который представляет собой самореференциальную связь с новыми технологиями, результат нахождения себя в эпохальной трансформации, определяемой технологическим развитием. Тем не менее, новое медиаискусство выглядит не как набор однородных практик, а как сложная область, объединяющая три основных элемента: 1) художественная система, 2) научные и промышленные исследования и 3) политико-культурный медиа-активизм. Существуют значительные различия между учеными-художниками, художниками-активистами и художниками-технологами, близкими к художественной системе, которые не только имеют разную подготовку и технокультуру, но и разную художественную продукцию. Это следует учитывать при рассмотрении нескольких тем, затронутых новым медиаартом.
Нелинейность может рассматриваться как важная тема для нового медиаарта художниками, разрабатывающими интерактивные, генеративные, совместные, иммерсивные произведения искусства, такими как Джеффри Шоу или Морис Бенаюн, которые исследовали этот термин как подход к рассмотрению различных форм цифровых проектов, в которых передается контент на опыте пользователя. Это ключевая концепция, поскольку люди приобрели представление о том, что они были вынуждены смотреть на все линейно и четко. Теперь искусство выходит из этой формы и позволяет людям создавать свой собственный опыт во взаимодействии с этим произведением. Нелинейность описывает проект, который выходит за рамки обычного линейного повествования из романов, театральных пьес и фильмов. Нелинейное искусство обычно требует участия аудитории или, по крайней мере, того факта, что «посетитель» учитывается представлением, изменяя отображаемый контент. Партнерский аспект нового медиаискусства, который для некоторых художников стал неотъемлемой частью, возник в результате проведения хеппенингов Аллана Капроу и стал с Интернетом важной составляющей современного искусства.
Взаимосвязанность и интерактивность интернета, а также борьба между корпоративными, государственными и общественными интересами, которые сегодня породили сеть, очаровывают и вдохновляют многие современные направления медиаискусства.
Многие новые медиаарт-проекты также работают с такими темами, как политика и общественное сознание. Новое медиаискусство включает в себя «исследования кода и пользовательского интерфейса; опросы архивов, баз данных и сетей; производство с использованием автоматических методов очистки, фильтрации, клонирования и рекомбинации; применения слоев пользовательского контента (UGC); краудсорсинг идей по социальным медиаплатформам, узкая трансляция цифрового „я“ на „бесплатных“ сайтах, претендующих на авторское право, и провокационные выступления, которые привлекают аудиторию в качестве участников».
Одной из ключевых тем в новом медиаарте является создание визуальных представлений баз данных. Пионерами в этой области являются Лиза Страусфельд, Мартин Ваттенберг и Альберто Фриго. Эстетика баз данных содержит как минимум два привлекательных момента для новых медиахудожников: формальный, как новый вариант нелинейных повествований; и политический, как средство подорвать то, что быстро становится формой контроля и власти.
Появление 3D-печати представило новый мост к новому медиаискусству, соединив виртуальный и физический миры. Рост этой технологии позволил художникам смешать вычислительную базу нового медиаискусства с традиционной физической формой скульптуры. Пионером в этой области был художник Джонти Гурвиц, который создал первую известную скульптуру анаморфоза, используя эту технику.

## Долговечность произведений

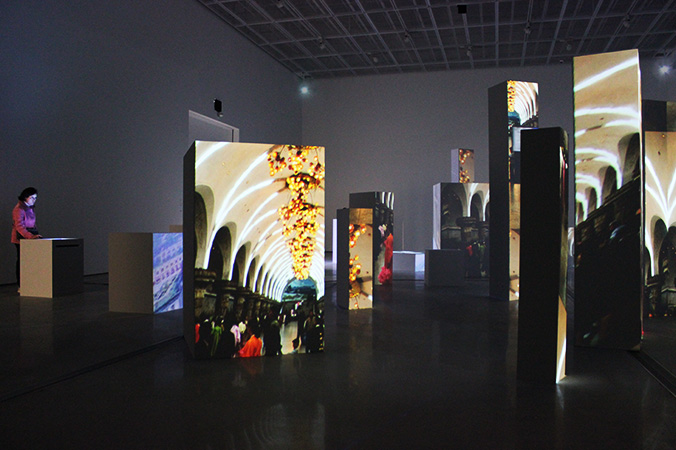
«10000 движущихся городов», MMCA,сеул, Корея

Поскольку технологии, используемые для доставки произведений нового медиаарта, таких как фильмы, кассеты, веб-браузеры, программное обеспечение и операционные системы, становятся устаревшими, искусство New Media сталкивается с серьезными проблемами, связанными с проблемой сохранения произведений искусства вне времени его современного производства. В настоящее время ведутся исследовательские проекты по сохранению нового медиаискусства с целью улучшения сохранения и документирования хрупкого наследия медиаискусства.
Существуют методы сохранения, в том числе перевод произведения из устаревшего носителя в связанный новый носитель, цифровое архивирование носителей (например, Rhizome ArtBase, в котором хранится более 2000 произведений, и Интернет-архив) и использование эмуляторов для сохранения работы в зависимости от устаревшего программного обеспечения или операционной системы.
Примерно в середине 1990-х годов проблема хранения работ в цифровом виде стала актуальной. Цифровое искусство, такое как движущиеся изображения, мультимедиа, интерактивные программы и компьютерное искусство, обладает свойствами, отличными от физических произведений искусства, таких как картины маслом и скульптуры. В отличие от аналоговых технологий, цифровой файл может быть скопирован на новый носитель без ухудшения содержимого. Одна из проблем сохранения цифрового искусства заключается в том, что форматы постоянно меняются со временем. Более ранние примеры переходов включают в себя переход с 8-дюймовых дискет на 5,25-дюймовые дискеты, 3-дюймовых дискет на CD-ROM и DVD на флеш-накопители. На горизонте вырисовывается проблема устаревания флеш-накопителей и портативных жестких дисков, поскольку данные все чаще хранятся в онлайн-облачном хранилище.
Музеи и галереи процветают благодаря возможности размещения презентации и сохранения физических художественных работ. Новое медиаискусство бросает вызов оригинальным методам мира искусства, когда дело доходит до документации, ее подхода к сбору и хранению, технология продолжает развиваться, и природа и структура художественных организаций и учреждений будут оставаться под угрозой. Традиционные роли кураторов и художников постоянно меняются, и необходим переход к новым совместным моделям производства и презентации.

## Образование
В программах New Media учащиеся могут познакомиться с новейшими формами творчества и общения. Студенты New Media учатся определять, что является или не является «новым» в определенных технологиях. Наука и рынок всегда будут представлять новые инструменты и платформы для художников и дизайнеров. Студенты узнают, как разбираться с новыми появляющимися технологическими платформами и помещать их в более широкий контекст ощущений, общения, производства и потребления.
Получая степень бакалавра в области новых медиа, студенты будут в первую очередь работать через практику накопления опыта, который использует новые и старые технологии. Через построение проектов в различных массмедиа они приобретают технические навыки, практикуют словари критики и анализа и знакомятся с историческими и современными прецедентами.

## Ведущие теоретики и искусствоведы
Ведущими теоретиками искусства и историки в этой области являются: Рой Эскотт, Морис Бенаюн, Кристин Бучи-Глуксманн, Джек Бернхэм, Марио Коста, Эдмонд Кушо, Фред Форест, Оливер Грау, Марго Лавджой, Доминик Мулон, Кристиана Пауль, Катрин Перре, Фрэнк Поппер.
В Нидерландах в 1978—2012 годах работал Институт медиаискусства.

## Формы медиаискусства
В общее понятие «медиаискусство» обычно включают: 
- ASCII-арт
- Анимационный дизайн
- Артхаусная игра
- Био-арт
- Видео-арт
- Виртуальное искусство
- Гибридное искусство
- Гипертекст
- Глитч-арт
- Демосцена
- Интерактивное искусство
- Информационное искусство
- Киберформанс
- Кинетическое искусство
- Компьютерное искусство
- Критическое творчество
- Нет-арт
- Перформанс
- Программное искусство
- Процедуральное искусство
- Радио-арт
- Роботизированное искусство
- Саунд-арт
- Световое искусство
- Системное искусство
- Телематическое искусство
- Традиджитал-арт
- Факс-арт
- Хактивизм
- Цифровая литература
- Цифровое искусство
- Эволюционное искусство
- Экспериментальные музыкальные инструменты
- Электронное искусство